# Abdelkader Yaïche
 (mars 2021).
Si vous disposez d'ouvrages ou d'articles de référence ou si vous connaissez des sites web de qualité traitant du thème abordé ici, merci de compléter l'article en donnant les références utiles à sa vérifiabilité et en les liant à la section « Notes et références ».
Abdelkader Yaïche (en arabe : عبد القادر يعيش), né Abdelkader Iaïche le 7 septembre 1953 à Alger, est un entraîneur algérien.

## Biographie
Abdelkader Yaïche a entraîné plusieurs clubs algériens dont, le RC Kouba, le NA Hussein Dey en 2015 et 2021, l'USM Bel Abbès à deux reprises, tout d'abord de 2012 à 2013, puis de 2019 à 2020, le CA Bordj Bou Arreridj à deux reprises aussi de 2008 à 2009, puis en 2010.
Il est également adjoint à l'USM Alger de 2007 à 2008 et de 2017 à 2018.

## Palmarès
CA Bordj Bou Arreridj
- Coupe d'Algérie :
  - Finaliste : 2008-09.

- USM Alger (adjoint de Paul Put)
  - Demi-finaliste de la Ligue des Champions de la CAF 2017